# Ранко Деспотовић
Ранко Деспотовић (Лозница, 21. јануар 1983) је бивши српски фудбалер. Играо је на позицији нападача.

## Клупска каријера
Каријеру је почео у Слоги из Липничког Шора, након чега је носио дрес Лознице. У редове новосадске Војводине, дошао је са 20 година, као први стрелац Друге лиге Запад. Један период је провео на позајмици у шабачкој Мачви након чега се вратио у Војводину. У сезони 2006/07. је био други на листи стрелаца Суперлиге Србије. Постигао је 17 голова, од тога осам у плеј-офу, док је на првом месту био шпиц Баната из Зрењанина Срђан Баљак са 18 голова, али већином у плеј-аут групи.
Прешао је у румунски Рапид из Букурешта у току зимског прелазног рока 2008. године. Након само шест месеци у Рапиду, на позив бившег селектора репрезентације Србије Хавијера Клементеа прелази у редове шпанског друголигаша Реал Мурсије, да би касније наступао, такође за шпанске друголигаше Саламанку и Ђирону. У дресу Ђироне је постигао 18 голова у Сегунди током сезоне 2010/11.
У јулу 2011. је потписао двогодишњи уговор са јапанском Уравом. У сезони 2013/14. је наступао за аустралијски Сиднеј, где му је саиграч у нападу био Алесандро дел Пјеро. Након тога се вратио у Шпанију и играо прво за друголигаша Алавес, а затим је наступао и у трећем рангу такмичења за Кадиз и Марбељу.

## Репрезентација
За сениорску репрезентацију Србије је одиграо четири меча. Дебитовао је код селектора Хавијера Клементеа, 24. новембра 2007. против Казахстана (1:0) у Београду, у квалификацијама за Европско првенство 2008. године. Дрес репрезентације је облачио и једном за време селекторског мандата Мирослава Ђукића, 28. маја 2008, на пријатељском мечу са Русијом у немачком Бургхаузену. Након три године му је шансу пружио и селектор Владимир Петровић Пижон, на пријатељским сусретима са Јужном Корејом у Сеулу и Аустралијом у Мелбурну.